# Neosmilaster georgianus
Neosmilaster georgianus is een zeester uit de familie Asteriidae.
De wetenschappelijke naam van de soort werd in 1885 gepubliceerd door Théophile Rudolphe Studer.